# Premnoplex pariae
A Premnoplex pariae a madarak (Aves) osztályának verébalakúak (Passeriformes) rendjébe és a fazekasmadár-félék (Furnariidae) családjába tartozó faj.

## Rendszerezése
A fajt William Henry Phelps Sr. és William Henry Phelps Jr. írták le 1949-ban. A szervezetek nagyobb része a Premnoplex tatei alfajaként sorolja be Premnoplex tatei pariae néven.

## Előfordulása
Dél-Amerika északi részén, Venezuela területén honos. Természetes élőhelyei a  szubtrópusi vagy trópusi hegyi esőerdők. Állandó, nem vonuló faj.

## Természetvédelmi helyzete
Az elterjedési területe nagyon kicsi, egyedszáma 1000-2499 példány közötti és csökken. A Természetvédelmi Világszövetség Vörös listáján veszélyeztetett fajként szerepel.